# دانيال إلهي غالان
دانيال إلهي غالان (مواليد 18 يونيو 1996) هو لاعب كرة مضرب كولومبي، أفضل تصنيف له كان ال94 وحصل عليه في أغسطس 2022.

## روابط خارجية
- دانيال إلهي غالان على موقع رابطة محترفي التنس (الإنجليزية)
- دانيال إلهي غالان على موقع الاتحاد الدولي لكرة المضرب (الإنجليزية)
- دانيال إلهي غالان على موقع كأس ديفيز (الإنجليزية)
- دانيال إلهي غالان على موقع أوليمبيديا (الإنجليزية)